# Amata aurivalva
Amata aurivalva är en fjärilsart som beskrevs av Karl Schawerda 1923. Amata aurivalva ingår i släktet Amata och familjen björnspinnare. Inga underarter finns listade i Catalogue of Life.